# Johannes Arnold (Theologe)
Johannes Arnold (* 1965) ist ein deutscher römisch-katholischer  Theologe und Professor für Alte Kirchengeschichte und Patrologie an der Philosophisch-Theologischen Hochschule Sankt Georgen in Frankfurt am Main.

## Leben
Das Abitur legte er 1984 am Lessing-Gymnasium in Frankfurt am Main ab und studierte anschließend an der dortigen Philosophisch-Theologischen Hochschule Sankt Georgen Theologie, wo er 1986 das theologische Vordiplom und das Bakkalaureat in Philosophie und, unterbrochen durch einen Studienaufenthalt 1986/87 am Päpstlichen Bibelinstitut in Rom, 1989 das Diplom in Theologie ablegte. Den theologischen Doktorgrad erwarb er 1993 an der Universität Freiburg mit der Dissertation Die Trinitätstheologie Wilhelms von Auxerre. Zum Priester geweiht wurde er 1995 in Limburg an der Lahn und war anschließend Kaplan in Montabaur (Westerwald). Nach einem Aufbaustudium neben pastoraler Tätigkeit in Bochum leitete et 2003–2006 das Priesterseminar und die Abteilung Personalausbildung der Diözese Limburg. Nach Lehrtätigkeit an der Theologischen Hochschule St. Georgen und Aufbaustudien an der Universität Mainz habilitierte er sich 2008 an der Universität Bochum mit der Arbeit Der Wahre Logos des Kelsos für Kirchengeschichte und Patristik. 2009 wurde er zum Professor für Alte Kirchengeschichte und Patristik an der Theologischen Hochschule Sankt Georgen berufen.

## Schriften
- Perfecta communicatio – die Trinitätstheologie Wilhelms von Auxerre (Beiträge zur Geschichte der Philosophie und Theologie des Mittelalters N.F. 42). Aschendorff, Münster 1995, ISBN 3-402-03937-0.
- Der „Wahre Logos“ des Kelsos. Eine Strukturanalyse (Jahrbuch für Antike und Christentum, Ergänzungsband 39), Aschendorff, Münster 2016, ISBN 978-3-402-10807-9.

Herausgebertätigkeit:
- Hauptschriftleiter der Zeitschrift Theologie und Philosophie (2013–2018)
- Mitglied der Schriftleitung der Zeitschrift Theologie und Philosophie (2011–2018)
- Mitglied und Sprecher des Herausgeberteams der Reihe Frankfurter Theologische Studien (2010–2017)